# 李秋元
李秋元，肇慶市粵劇團青年文武生，生於粵劇世家，他的父親是湛江市郊區粵劇團的樂師。12歲進入湛江市小孔雀藝術培訓班。1999年，他加入了肇慶市粵劇團。他曾改編並搬演傳統劇目《排滑車》及《林冲夜奔》，贏得了好評。他曾與彭熾權、林家寶合作。也曾主演大型古典粵劇《包青天》、《鍾馗》、《李世民登基》、《楊繼業與佘賽花》、《帝女花》、《獅吼記》，折子戲《楊業碰碑》、《挑滑車》、《蜈蚣嶺》及《林冲夜奔》等。後來獲得湛江首屆演藝大賽銀獎第一名、廣東省第三屆及第四屆戲劇演藝大賽金獎及中國首屆紅梅大獎賽紅梅大獎等。現在為廣東省戲劇家協會會員。

## 演出作品

### 粵劇劇目
| 年份 | 劇團/團體              | 劇目              | 角色       | 備註/來源                    |
| ---- | ---------------------- | ----------------- | ---------- | ---------------------------- |
| 2012 | 肇慶市粵劇團           | 包公還硯          | 包公       | 新光(「香港粵劇殿堂」)告別劇 |
| 2012 | 肇慶市粵劇團           | 鍾馗              | 鍾馗       | 新光(「香港粵劇殿堂」)告別劇 |
| 2015 | 盛世天戲劇團           | 關公月下釋貂蟬    | 關公       | 李居明編撰                   |
| 2019 |                        |                   |            |                              |
| 2022 | 揚鳴粵劇團             | 子期與伯牙        | 伯牙       | 鄭國江編劇小組               |
| 2022 | 福陞粵劇團             | 修羅殿            | 大盜呼延豹 | [ 9 ]                        |
| 2023 | 「尤聲普藝術回顧專場」 | 李廣王            | 二王子仲懷 | [ 10 ]                       |
| 2024 | 狀元雄粵劇團           | 金蓮恨            | 武松       | 西九文化區戲曲中心           |
| 2024 | 知沁製作               | 白蛇·許仙情越千年 | 許仙       | 西九文化區戲曲中心           |

### 其他
- 2021年12月8日開第一次個人粵曲演唱會《梨元秋夢情牽戲曲演唱會》[2][9]
- 2023年3月21日《秋海情緣》戲曲2023演唱會[9]

## 外部連結
- 香港戲曲年鑑 2011.演員／演唱者 （页面存档备份，存于）.李秋元
- 香港戲曲年鑑 2012.演員／演唱者 （页面存档备份，存于）.李秋元
- 香港戲曲年鑑 2013.演員／演唱者 （页面存档备份，存于）.李秋元
- 香港戲曲年鑑 2014.演員／演唱者 （页面存档备份，存于）.李秋元
- 香港戲曲年鑑 2015.演員／演唱者 （页面存档备份，存于）.李秋元
- 香港戲曲年鑑 2016.演員／演唱者 （页面存档备份，存于）.李秋元